# آنری پادو
آنری پادو (فرانسوی: Henri Padou‎؛ ۱۵ مه ۱۸۹۸ – ۱۹ نوامبر ۱۹۸۱) بازیکن واترپلو اهل فرانسه بود.
وی در مسابقات کشوری و بین‌المللی در مجموع برندهٔ ۱ مدال طلا، ۱ مدال برنز شده‌است.